# Hadídzsa bint Huvajlid
Hadídzsa bint Huvajlid (Arab írással: خديجة بنت خويلد) ; tudományos átírásban: Khadīja bint Khuwaylid) vagy Khadīja al-Kubra volt Mohamed próféta első felesége, és egyben az első nő is, aki felvette az iszlámot. A muszlimok, úgy ahogyan a Próféta többi feleségét, édesanyjukként tisztelik.

## Élete
Hadídzsa 555-ben (egyes források szerint 556-ban) született, Mekkában. Családja kereskedelemmel foglalkozott, ahogy abban az időben a mekkaiak nagy része. Hadídzsa anyja, Fatima bint Zaidah, aki 575 körül halt meg, a Kurajshoz tartozó Amir ibn Luajj klán tagja, és Mohamed anyjának harmadik unokatestvére volt.
Hadídzsa apja, Huvajlid ibn Aszad kereskedő és vezető volt. Egyes beszámolók szerint 585 körül halt meg a Fidzsár-háborúkban, mások szerint azonban még élt, amikor Hadídzsa 595-ben feleségül ment Mohamedhez. Huvajlidnak volt egy nővére is, akit Ume Habib bin Aszadnak hívtak.
Apja a Kurajs törzsből származott, vagyis távoli rokona volt Mohamed prófétának.
Hadídzsa első férje Abu Halah Ibn Zararah volt, 570-ben kötöttek házasságot. Két gyermekük született: Hala és Hind.
Az első férj halálát követően Hadídzsa Atik Ibn Aiz Ibn Abdullával kötött házasságot a Banu-Mahzúm törzsből. Tőle született egy lánya, akit Hindának hívtak. Házasságuk rövid életű volt.

## Házassága Mohamed prófétával
Válása után életét a gyermekei nevelésének illetve az üzletnek szentelte.
Hadídzsa nem utazott a karavánokkal, hanem jutalék fejében férfiakat bízott meg azok vezetésével. 595-ben szüksége volt egy kereskedelmi felelősre Szíriában, ezért egyik megbízható partnere, Abu Tálib ibn Abd al-Muttalib saját unokaöccsét, Mohamed ibn Abdullahot ajánlotta neki. Hadídzsa, miután hallott az akkor 25 éves Mohamed őszinteségéről, becsületességéről megbízta őt az egyik karavánjának vezetésével.
Hadídzsa hosszú gondolkodás után rájött: érzelmeket táplál Mohamed iránt. Tisztában volt vele, hogy ő már negyvenéves, míg a Próféta csupán huszonöt. A legenda szerint egy éjjel különös álmot látott: a ragyogó nap leereszkedett az egekből az udvarába, a házára sugarakat vetett. Mikor felébredt, elment unokatestvéréhez, Varaka bin Nufajlhoz, hogyaz  megfejtse ezt az álmot. Varaka vak volt, ám híres volt álomfejtési képességéről, és alapos ismerője volt a Tórának és az Evangéliumnak is. Már a tudatlanság korában keresztény lett. Amikor Hadídzsa elmondta neki álmát, azt nagyon ígéretesnek tartotta, hiszen a ragyogó nap, amit az udvarára látott leereszkedni, az a Próféta, akinek az eljövetelét a Tóra és az Evangélium is említette, megtisztelte a házát és haszonra fog szert tenni életében a jelenlétével.
Hadídzsa barátnője Nafisza elment a Prófétához és házassági ajánlatot tett neki Hadídzsa nevében. Ezzel egyidejűleg a Próféta is szólt a nagybátyjainak, Abú Tálibnak a házassági szándékáról Hadídzsával.  Vitatott, hogy Hamza ibn Abdul-Muttalib, Abu Tálib vagy mindketten elkísérték-e Mohamedet a lánykérésre. Hadídzsa nagybátyja elfogadta a felkérést, és a házasságkötésre sor került. A házasságkötés idején Mohamed 25 év körüli volt. Az esküvőt 595-ben tartották. Házasságuk több mint huszonnégy évig tartott, amelyből 6 gyermekük született: al-Kászim és Abdalláh fiúk, valamint lányaik: Zajnab, Rukajja, Umm Kulszúm és Fátima. Fátima, a legkisebb leány volt Mohamed kedvence. Fatima a próféta 40 éves korában született. Fatima kivételével minden gyermekük már Mohamed életében meghalt, ő 6 hónappal élte túl apja halálát. Mohamed és Hadídzsa 25 évig éltek monogám házasságban. Az asszony halála után Mohamed más feleségeket is vett magához.

### Eltérő nézetek a korábbi házasságairól

#### Szunnita változat
Hadídzsa háromszor ment férjhez, és mindegyik házasságából született gyermeke. Bár házasságainak sorrendje vitatott, az általános vélekedés szerint először Atik ibn Aidh ibn Abdullah al-Makzumi, majd Malik ibn Nabasz ibn Zargari ibn at-Tamiminek volt a felesége. Atiknak Hadídzsa egy Hinda nevű lányt szült. Ebből a házasságból Hadídzsa özvegy maradt. Maliktól két lánya született, akik a Hala és Hind nevet kapták. Malik is özvegyen hagyta Hadídzsát, aki meghalt, mielőtt vállalkozása sikeres lett volna. Hadídzsa később megkérte Mohamed kezét, amikor a férfi 25 éves volt, ő pedig 40 éves. Ennek során konzultált unokatestvérével, Varakah ibn Navffal.

#### Síita változat
Ibn Sahraszub idézte al-Szajjid al-Murtadától az al-Safiban és al-Sajkh al-Tuszitól az al-Talkhisban, hogy Hadídzsa szűz volt, amikor férjhez ment Mohamedhez. Figyelembe véve Hidzsáz kulturális és szellemi helyzetét, valamint Hadídzsa al-Kubra magas pozícióját és státuszát, amelyet a többi nép között élvezett, valószínűtlen, hogy a Banu Tamim vagy a Banu Makhzum (a két "alacsony" törzsből) származó férfiakhoz ment volna feleségül.
Egyesek úgy vélik, hogy a Hadídzsának tulajdonított két gyermek Hala, Hadídzsa húgának gyermeke volt. Hala férjének halála után Hadídzsa gondoskodott Hala és (Hala halála után) Hala gyermekeiről.
Hadídzsa 40 éves volt, amikor férjhez ment Mohamedhez. Más források szerint azonban körülbelül 25-28 vagy 30 éves lehetett.

## Mohamed próféta első látomása
A hadíszok szerint Hadídzsa korának legkiválóbb asszonya volt (így nyilatkozott vele kapcsolatban Mohamed próféta: „Ali mondta: Hallottam a Prófétát mondani: „Mária, Imrán lánya volt a legjobb az asszonyok közül (az ő idejében) és Hadídzsa a legjobb az asszonyok között (ennek a nemzetnek).“
Intelligens volt, rendkívül művelt, ugyan szigorú, de nagyon céltudatos nő volt. A szegények elkötelezett támogatója volt, vagyonából a nincstelenek megsegítése mellett, nagy összegeket mozgósított az iszlám terjesztésére.
Hadídzsában a Próféta igaz, és hű társra lelt: felesége mindenben támogatta Őt. Feltétlen szerelmet és bizalmat mutattak egymás iránt. Házasságuk működése, egymás iránt mutatott hűségük, ma is kitűnő példa rengeteg muszlim számára.

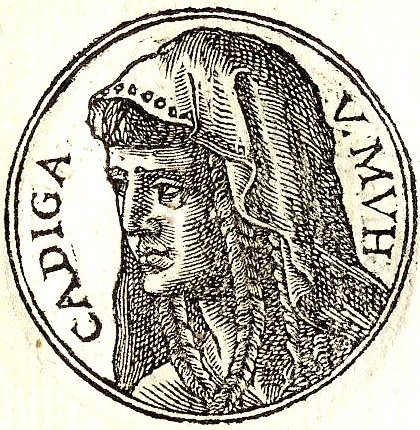
Hadídzsa. Fiktív érme a Promptuarii iconum insigniorum című könyvben. - 1553.

A hagyományos szunnita elbeszélés szerint, amikor Mohamed beszámolt Gábriel arkangyaltól közvetített első kinyilatkoztatásáról, Hadídzsa volt az első személy, aki elfogadta az „Igazságot” (al-Hakk), azaz elfogadta az iszlámot. A Hira barlangjában szerzett élménye után Mohamed rémülten tért haza Hadídzsához, és könyörgött neki, hogy takarja be, mert annyira remegett. Miután megnyugodott, elmesélte Hadídzsának a találkozást, aki azzal vigasztalta, hogy Allah biztosan megvédi őt minden veszélytől, és soha senkinek nem engedi meg, hogy becsmérelje, mivel ő a béke és a megbékélés embere volt, és mindig mindenkinek baráti kezet nyújtott. Egyes források szerint Hadídzsa unokatestvére, Varaka ibn Navfal volt az, aki nem sokkal később megerősítette Mohamed prófétaságát. Amikor az első látomás után Hadídzsa elkísérte őt az unokabátyjához, Varakához. Hadídzsa azt mondta neki: „Ó unokabátyám! Hallgasd meg unokaöcséd történetét.” Varaka megkérdezte: „Ó unokaöcsém! Mit láttál?” Allah Küldötte pedig elmesélt neki mindent, amit látott. Varaka azt mondta: „Ez ugyanaz, [aki őrzi a titkot, vagyis Dzsibríl (Gábriel) angyal], akit Allah Múszához (Mózeshez) küldött. Bárcsak fiatal lennék, és élhetnék, mikor elkerget a néped!„ Mire Allah Küldötte azt kérdezte: „El fognak űzni engem?” Így válaszolt: „Igen. Sosem jött még ember ahhoz hasonlóval, amit te hoztál anélkül, hogy ellenszenvvel ne viseltessenek iránta; és ha élnék azon a napon (mikor elkergetnek), úgy bennem erőteljes pártfogóra lelnél.”
A hadíszok  Jahja ibn Afífet idézik, aki elmesélte, hogy egyszer a Dzsáhilijja (az iszlám megjelenése előtti) időszakban Mekkába jött, hogy Abbász ibn Abd al-Muttalib, Mohamed egyik fent említett nagybátyja vendégül lássa. „Amikor a nap felkelt” - mondta - „láttam egy férfit, aki egy tőlünk nem messze lévő helyről kijött, szembefordult a Kábával, és elkezdett imádkozni. Alig kezdte el, amikor csatlakozott hozzá egy fiatal fiú, aki a jobb oldalán állt, majd egy nő, aki mögöttük állt. Amikor meghajolt, a fiatal fiú és a nő is meghajolt, és amikor felegyenesedett, ők is ugyanígy tettek. Amikor leborult, ők is leborultak”. A férfi csodálkozását fejezte ki ezen, és így szólt Abbászhoz: „Ez egészen különös, ó Abbász!” „Valóban az?” - válaszolta al-Abbász. „Tudod, hogy ki ő?” Kérdezte Abbász a vendégétől, aki nemmel válaszolt. „Ő Muhammad ibn Abdullah, az unokaöcsém. Tudod, hogy ki az a fiatal fiú?” - kérdezte újra. „Valóban nem” – felelte a vendég. „Ő Ali, Abu Tálib fia. Tudod, hogy ki az a nő?” A válasz ismét nemleges volt, mire Abbász így felelt: „Ő Hadídzsa bint Huvajlid, az unokaöcsém felesége”. Ez az eset mind Ahmad ibn Hanbal, mind Al-Tirmidhi könyvében szerepel, mindegyikük a saját Hadísz gyüjteményében ismerteti.
Hadídzsa támogatta Mohamed prófétai küldetését, mindig segítette munkáját, hirdette üzenetét, és megvetette a próféciáival szembeni ellenzéket. Az ő bátorítása segítette Mohamedet abban, hogy higgyen küldetésében és terjessze az iszlám hitet. Hadídzsa a vagyonát is a Mohamed küldetésébe fektette. Amikor a politeisták és a kurajszi arisztokraták zaklatták a muszlimokat, a pénzét muszlim rabszolgák kiváltására és a muszlim közösség élelmezésére fordította.
616-ban a kurajszok kereskedelmi bojkottot hirdettek a Hásim klán ellen. Megtámadták, bebörtönözték és megverték a muszlimokat, akik néha napokig étel és ital nélkül maradtak. Hadídzsa továbbra is fenntartotta a közösséget, amíg 619 végén vagy 620 elején fel nem oldották a bojkottot.

## Halála

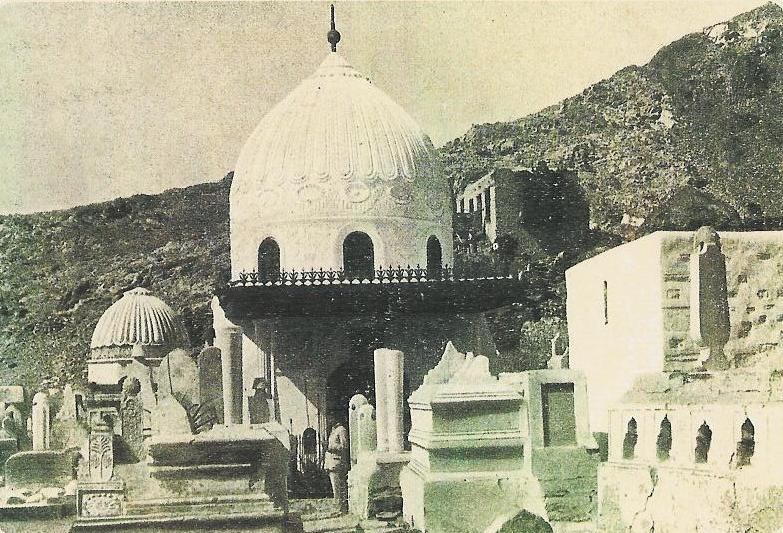
Hadídzsa mauzóleuma a mekkai Dzsannatul-Mu'alla-ban, mielőtt Ibn Szaúd lerombolta az 1920-as években

Hadídzsa a muszlim naptár szerinti 10. évben Ramadánkor halt meg, azaz 619 novemberében. Mohamed később ezt a tizedik évet a „Bánat évének” nevezte, mivel nagybátyja és védelmezője, Abu Tálib is ekkor halt meg. Hadídzsa ekkor  65 éves lehetett. A Dzsannat al-Mualla temetőben temették el Mekkában, Szaúd-Arábiában.
Egy másik, Muhammad bin Iszaktól származó jelentés szerint is Abu Tálib és Hadídzsa bint Huvajlid ugyanabban az évben haltak meg. Ez három évvel Mohamed Medinába való kivándorlása előtt volt. Hadídzsa halálát  követő években Mohamednek üldöztetéssel kellett szembenéznie 

## A Próféta így emlékezett meg róla
Amikor senki nem hitt nekem, ő hitt nekem, amikor az emberek hazugsággal vádoltak engem, ő igazat adott nekem és amikor az emberek megpróbáltak elszegényíteni, ő osztozott velem a vagyonában amikor senki más nem nyújtott segítő kezet. Allah általa adott nekem gyermekeket, a többi feleségeimen keresztül nem.“

## Fordítás
Ez a szócikk részben vagy egészben  a   Khadija bint Khuwaylid című angol Wikipédia-szócikk ezen változatának fordításán alapul.  Az eredeti cikk szerkesztőit annak laptörténete sorolja fel. Ez a jelzés csupán a megfogalmazás eredetét és a szerzői jogokat jelzi, nem szolgál a cikkben szereplő információk forrásmegjelöléseként.